# 148 (число)
148 (Сто со́рок ві́сім) — натуральне число між 147 та 149.

## В інших галузях
- 148 рік, 148 до н. е.
- NGC 148 — лінзоподібна галактика ( S0) в сузір'ї Скульптор.
- Ан-148 — український близькомагістральний пасажирський літак.
- (148) Галлія — астероїд головного поясу.
- 148 місце у світі посідає Гвінея-Бісау за чисельністю населення.